# Platydiplosis nigricauda
Platydiplosis nigricauda är en tvåvingeart som beskrevs av Gagne 1973. Platydiplosis nigricauda ingår i släktet Platydiplosis och familjen gallmyggor.
Artens utbredningsområde är Maryland. Inga underarter finns listade i Catalogue of Life.